# Apsilocephalidae
Apsilocephalidae (лат.) — семейство насекомых из отряда двукрылых, подотряда короткоусых. Близкие родственники (сестринская группа) семейству лжектырей (Therevidae) на основании сходства некоторых главных характеристик. Представители семейства найдены в Северной Америке, Тасмании и Новой Зеландии. В ископаемом состоянии обнаружены в Европе и Юго-Восточной Азии. Древнейшие находки датируются возрастом 99,6—93,5   млн лет.

## Описание
Длина лба и лица значительно больше ширины. Затылок вздутый и средняя его часть не вогнута. Третий членик усиков округло-треугольной формы в вершинной части сдавлен с боков. Ариста на верхушке заострённая, она нечленистая или с состоит из двух сегментов, базальный сегмент иногда слабо заметен. Простернум и метаплевры голые. Среднеспинка сильно изогнута, покрыта щетинками. Щиток с щетинками. На крыле имеется четыре или пять заднекрайних ячеек. Третья медиальная жилка часто отсутствует. Пятая радиальная жилка заканчивается на вершине крыла или перед ней. Четвёртая заднекрайняя ячейка (при наличии) и анальная ячейка замкнута со стебельком. Вершина бёдер с кольцом щетинок и без шпоры. Эмподий с щетинками.

## Систематика
Семейство Apsilocephalidae включает семь родов, четыре из которых полностью вымершие.
- Apsilocephala Kröber, 1914
  - Apsilocephala longistylas (Kröber, 1914) (Запад США, северо-запад Мексики)[5].
  - † Apsilocephala pusilla (Hennig, 1967) (Россия, Калининградская область, Польша, эоценовый балтийский янтарь)[6].
  - † Apsilocephala vagabunda (Cockerell, 1927) (США, Колорадо, миоценовые сланцы)[7].
- †Cascomixticus   Poinar & Vega, 2021
  - Cascomixticus tubuliferous  Poinar & Vega, 2021 (Мьянма, бирманский янтарь)[8].
- Clesthentia White, 1915
  - Clesthentia crassioccipitis (Nagatomi, 1991) (Эндемик Тасмании)[4].
  - Clesthentia aberrans (White, 1914) (Эндемик Тасмании)[4].
- †Burmapsilocephala Gaimari & Mostovski, 2000
  - Burmapsilocephala cockerelli Gaimari & Mostovski, 2000 (Мьянма, верхнемеловой янтарь)[9].
  - Burmapsilocephala evocoa Grimaldi, 2016 (Мьянма, верхнемеловой янтарь)[2].
- †Irwinimyia  Zhang et al., 2018
  - Irwinimyia spinosa Zhang et al., 2018 (Мьянма, верхнемеловой янтарь)[10].
- Kaurimyia Winterton & Irwin, 2008
  - Kaurimyia thorpei Winterton & Irwin, 2008 (Эндемик Новой Зеландии)[11].
- †Kumaromyia Grimaldi & Hauser, 2011
  - Kumaromyia burmitica Grimaldi & Hauser, 2011 (Мьянма, верхнемеловой янтарь)[12].
- †Myanmarpsilocephala Zhang et al., 2018
  - Myanmarpsilocephala grimaldii Zhang et al., 2018  (Мьянма, верхнемеловой янтарь)[10].